# Nychogomphus bidentatus
Nychogomphus bidentatus là loài chuồn chuồn trong họ Gomphidae. Loài này được Yang, Mao & Zhang mô tả khoa học đầu tiên năm 2010.